# (6544) Stevendick
(6544) Stevendick est un astéroïde de la ceinture principale.

## Description
(6544) Stevendick est un astéroïde de la ceinture principale. Il fut découvert le 29 septembre 1986 à l'observatoire Kleť par Zdeňka Vávrová. Il présente une orbite caractérisée par un demi-grand axe de 2,77 UA, une excentricité de 0,11 et une inclinaison de 3,4° par rapport à l'écliptique.

## Compléments